# Joseph Aucoin

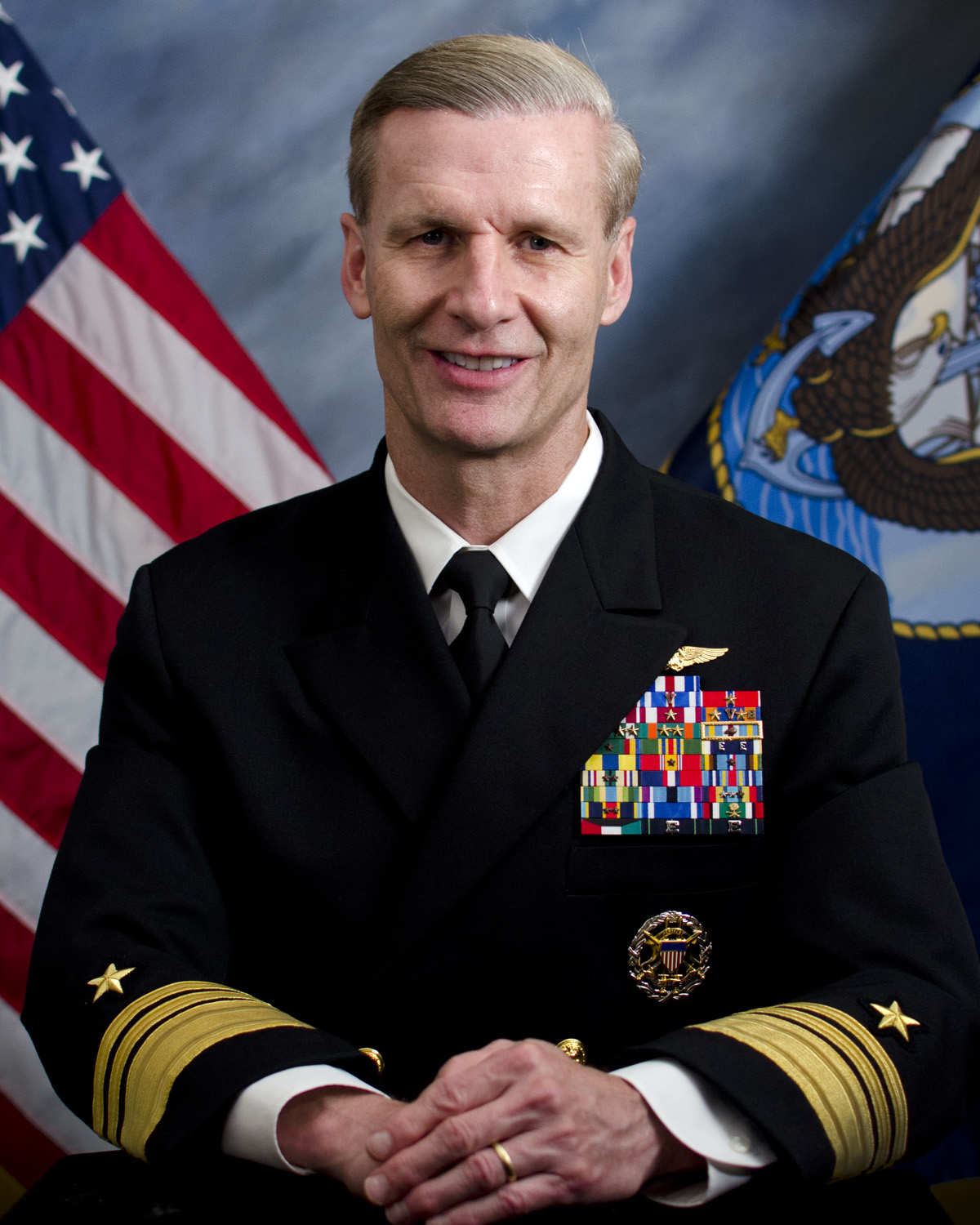
Joseph P. Aucoin (2013)

Joseph P. Aucoin (* 25. April 1957) ist ein US-amerikanischer Vizeadmiral der United States Navy und war bis zu seiner Ablösung am 23. August 2017, die als Folge von vier Unfällen mit mehreren Todesopfern erfolgte, Befehlshaber der Siebten Flotte.

## Militärische Laufbahn
Aucoin besuchte die North Carolina State University. Er nahm 1980 am dortigen Ausbildungsprogramm für Reserveoffiziere teil und wurde nach seinem Universitätsabschluss 1981 zur Pilotenausbildung bei der US Navy angenommen.
Er diente an Bord der Flugzeugträger America und Nimitz als Flugausbilder und war schließlich auf der Theodore Roosevelt als Operationsoffizier für die Einsätze des Carrier Air Wing 8 verantwortlich. Aucoin absolvierte als Pilot 4700 Flugstunden und mehr als 1300 Landungen auf Flugzeugträgern.
Er diente als kommandierender Offizier auf den Trägern John F. Kennedy, Theodore Roosevelt, Kitty Hawk und John C. Stennis.
Aucoin übernahm im Mai 2013 eine Stabsfunktion als stellvertretender Leiter der Abteilung Warfare Systems (OPNAV N9), bevor er im September 2015 zum Befehlshaber der Siebten Flotte in Yokosuka ernannt wurde.
Nach vier Unfällen von Schiffen unter seinem Kommando, von denen insbesondere die Kollisionen der Zerstörer Fitzgerald im Juni 2017 und John S. McCain im August 2017 mit zivilen Schiffen wegen mehrerer Todesopfer internationale Aufmerksamkeit erlangten, wurde Aucoins Ablösung am 23. August bekanntgegeben. Sein Nachfolger als Befehlshaber der Siebten Flotte ist  Konteradmiral Phil Sawyer.

## Auszeichnungen
Auswahl der Dekorationen, sortiert in Anlehnung der Order of Precedence of the Military Awards:
- Navy Distinguished Service Medal
- Silver Star
- Legion of Merit
- Distinguished Flying Cross
- Bronze Star